# Râul Medișa
Râul Medișa este un curs de apă afluent al Pârâului Nou. 

## Hărți
- Harta Județul Satu Mare